# III. třída okresu Teplice
III. třída okresu Teplice patří společně s ostatními třetími třídami mezi deváté nejvyšší fotbalové soutěže v Česku. Je řízena Okresním fotbalovým svazem Teplice. Hraje se každý rok od léta do jara se zimní přestávkou. Hraje se v jedné skupině (neoznačuje se), soutěž má 9 účastníků  okresu Teplice, každý s každým hraje jednou na domácím hřišti a jednou na hřišti soupeře. Celkem se tedy hraje 16 kol. Vítěz soutěže a tým na druhém místě postupují do II. třídy okresu Teplice.

## Vítězové

### III. třída okresu Teplice
| Ročník    | Vítězný tým                  |
| --------- | ---------------------------- |
| 2004/2005 | TJ Krupka B                  |
| 2005/2006 | TJ Sokol Bořislav            |
| 2006/2007 | FK Kostomlaty pod Milešovkou |
| 2007/2008 | FK Hostomice                 |
| 2008/2009 | Sokol Kladruby               |
| 2009/2010 | TJ Hrob                      |
| 2010/2011 | FK Duchcov B                 |
| 2011/2012 | TJ Sokol Bořislav            |
| 2012/2013 | FK Braňany Mlékárna          |
| 2013/2014 | FK Hrobčice                  |
| 2014/2015 | TJ Baník Modlany B           |
| 2015/2016 | FK Lahošť                    |
| 2016/2017 | SK Dubí                      |
| 2017/2018 | Sokol Kladruby               |
| 2018/2019 |                              |